# بوریس (دهانه)
بوریس یک دهانه برخوردی در ماه است.